# Arnal Ballester i Arbonès
|  | No s'ha de confondre amb Arnau Ballester. |

Arnal Ballester i Arbonès (Barcelona, 27 de gener de 1955) és un il·lustrador. Va estudiar art a l'Escola Massana i a l'Escola d'Arts Aplicades i Oficis Artístics, de Barcelona. És llicenciat en història per la Universitat Autònoma de Barcelona. És professor d'il·lustració a l'Escola Massana de Barcelona. La seva activitat professional s'inicià a la premsa gràfica d'humor a començaments de la dècada dels 70 (revistes El Papus, i Por Favor entre 1972 i 1976). També realitzà il·lustracions per la revista Mata Ratos sota el pseudònim de Ludovico. De 1987 a 1998 va ser el seu camp de treball principal. Ha publicat més de 50 títols il·lustrats, entre els quals destaca el llibre de narració en imatges "No tinc Paraules". Ha rebut el Premi Crítica Serra d'Or de Literatura Infantil i Juvenil del 1995, per les il·lustracions de Els artístics casos d'en Fricandó de Montse Ginesta, i el primer Premi Nacional d'Il·lustració, el setembre de 2008. El 2020 va rebre el Premi Junceda d'honor.

## Il·lustració de premsa
Diaris
- Mundo Diario (1976)
- Diari de Barcelona (1987)
- El Periódico de Catalunya (1987)
- La Vanguardia (1991-1992)
- El Mundo (1999-2000)
- El País (1999-2000)

Revistes
- Ser Padres hoy, (1993-1996)
- Integral (1995-1997)
- Man (1998)
- Península (1999)
- Altair (1999-2000)
- ICON (2000)